# アフリカ系ジャマイカ人
アフリカ系ジャマイカ人（英語: African Jamaican）は、アフリカ大陸、特に西アフリカにルーツを持つジャマイカ国籍者である。人口は約275万人で、ジャマイカの総人口の92.1％を占める。 

## 歴史
1513年、西アフリカで活動していたポルトガル人とスペイン人の人身売買業者たちの手によって、最初のアフリカ系人がイベリア半島を経由してジャマイカに送られた。1690年代初頭まで、ジャマイカの人口比は白人と黒人とでほぼ同等であった。 
ジャマイカでのアフリカ系人の多くは、使用人・カウボーイ・牛飼い・ハンターとして働いていた。1655年にジャマイカがイングランドに占領された際、スペイン側について戦ったアフリカ系人の多くは解放されて山に逃げた。彼らは自身の自由のためにイングランドに長年抵抗し、マルーンとして知られるようになった。 